# Timeabout,
Timeabout, — первый корейскоязычный мини-альбом японской певицы Yukika. Выпущен 7 апреля 2021 года лейблом Ubuntu Entertainment при поддержке YG Plus. Первый мини-альбом, выпущенный лейблом Ubuntu Entertainment, и первый мини-альбом, выпущенный Юкикой, после ухода из Estimate Entertainment в ноябре 2020 года. Выпущен в рамках трилогии «Time» (с англ. — «Время») и является первой её составляющей. Продюсером альбома выступил южнокорейский композитор и автор песен Ли Дэхён.

## История
21 февраля 2021 года Ubuntu Entertainment объявили, что Юкика Тэрамото выпустит свой новый мини-альбом в первой половине года, опубликовав тизер-фото с подписью «Past: Illusion One» (с англ. — «Прошлое: Иллюзия первая»). Первый сингл с альбома был анонсирован 24 февраля и назывался «애월 (愛月)» (с кор. — «Love Month»; с кор. — «Месяц любви»). Выпущен 2 марта и дебютировал в чарте Gaon на 143 месте. Календарь релизов, который показывал даты выпуска трек-листа, концептуальных фотографий, видео-попурри, тизера музыкального клипа на заглавный сингл альбома, самого клипа и мини-альбома, был опубликован 25 марта. Вместе с тем было сообщено, что мини-альбом будет выпущен 7 апреля 2021 года.

### Выпуск
Мини-альбом был выпущен 7 апреля в форматах цифровой дистрибуции, стриминга и компакт-диска, который, в свою очередь, делится на две версии: жёлтую и синюю. Музыкальный клип на заглавный сингл «Insomnia» (с англ. — «Бессонница») выпущен в тот же день. В клипе рассказывается история Юкики, которая путешествует в прошлое, чтобы замотивировать себя в детском возрасте начать заниматься музыкой. На протяжении всего видео появляются кадры часов, которые заполняются водой по окончании клипа.

## Продвижение
В апреле 2021 года после релиза мини-альбома Юкика выступила на Show Champion и The Show с синглом «Insomnia», чтобы прорекламировать свой новый мини-альбом.

## Композиция альбома
Timeabout, состоит из шести треков:
«Leap forward» (с англ. — «Скачок») (Intro)
Является вступлением к альбому, написан в тональности си мажор с ритмом 115 ударов в минуту.
Продюсером композиции выступил южнокорейский композитор Memme. Он же занимался сведением, аранжировкой и составлял композицию песни. Песня написана в смеси жанров сити-попа и электронной музыки и описывается как «поездка на машине по пустым улицам города».
«Insomnia» (с англ. — «Бессонница»)
Является заглавным треком альбома, написан в тональности до минор c ритмом 105 ударов в минуту.
Продюсерами трека выступили южнокорейские композиторы, авторы песен и музыканты N!ko, Им Сухо и Ким Вун. Они же занимались написанием текста песни, составлением композиции и аранжировкой. Гитару и барабаны исполнил Им Сухо, бас — Ким Вун, а синтезатор — N!ko. Песня написана в смеси жанров сити-попа и грува и описывается как «придающая ощущение нескончаемого сна».
«애월 (愛月)» (с кор. — «Love Month»; с кор. — «Месяц любви»)
Песня написана в тональности ми-бемоль минор с ритмом 104 удара в минуту.
Продюсером трека выступил южнокорейский певец и композитор Muzie. Он же занимался написанием текста песни, составлением композиции и вносил правки в голос Юкики. Гитару исполнил южнокорейский музыкант Ли Тхэвок, а синтезатор исполнили SpaceCowboy и Jade. Песня написана в жанре сити-попа.
«TIME TRAVEL» (с англ. — «Путешествие во времени»)
Песня написана в тональности соль мажор с ритмом 109 ударов в минуту.
Продюсерами трека выступили южнокорейские и канадские композиторы Bull$EyE, Boran и Aaron.H. Все втроём занимались аранжировкой, написанием текста песни и составлением композиции. Песня написана в жанре сити-попа и отличается исполнением медных духовых инструментов.
«비밀리에» (с кор. — «Secret»; с кор. — «Секрет»)
Песня написана в тональности до мажор с ритмом 121 удар в минуту.
Продюсером трека выступил южнокорейский автор песен и композитор Dr.JO, написавший трек «O.O» для NMIXX. Он же занимался написанием текста песни, составлением композиции и аранжировкой. Песня написана в смеси жанров сити-попа и диско-попа.
«별방울 (PUNG!)» (с кор. — «Drop of Stars (PUNG!)»; с кор. — «Падение звёзд (Пуф!)»)
Песня написана в тональности си минор с ритмом 101 удар в минуту.
Продюсерами трека выступили южнокорейские композиторы и авторы песен Пак Мунчи (известная продюсированием трека «Flash» для Квон Ынби), Dalchong и Ан Шинэ. Все втроём занимались написанием текста песни, составлением композиции, но аранжировку выполняла одна Пак Мунчи. Песня написана в смеси жанров сити-попа и соула и описывается как «создающая эффект погружения в атмосферу невесомости».
| №                   | Название                                           | Текст песни                | Музыка                     | Аранжировка            | Длительность |
| ------------------- | -------------------------------------------------- | -------------------------- | -------------------------- | ---------------------- | ------------ |
| 1.                  | «Leap Forward» (Intro)                             |                            | Memme                      | Memme                  | 1:06         |
| 2.                  | «Insomnia»                                         | Им Сухо Ким Вун N!ko       | Им Сухо Ким Вун            | Им Сухо Ким Вун        | 3:27         |
| 3.                  | «Love Month» (애월 (愛月); aewol)                  | Muzie X.Q                  | Muzie SpaceCowboy X.Q Jade | SpaceCowboy Jade       | 3:34         |
| 4.                  | «TIME TRAVEL»                                      | Bull$EyE Boran Aaron.H     | Bull$EyE Boran Aaron.H     | Bull$EyE Boran Aaron.H | 3:19         |
| 5.                  | «Secret» (비밀리에; bimillie [букв. «Secretly»])   | Dr.JO                      | Dr.JO                      | Dr.JO                  | 3:32         |
| 6.                  | «PUNG!» (별방울; byeolbang-ul [букв. «Star Drop»]) | Пак Мунчи Dalchong Ан Шинэ | Пак Мунчи Dalchong Ан Шинэ | Пак Мунчи              | 3:52         |
| Общая длительность: | Общая длительность:                                | Общая длительность:        | Общая длительность:        | Общая длительность:    | 18:50        |

## Участники записи и студии

### Студии[14]
- JYP Publishing — дистрибуция
- NX Archive, Inc. — дистрибуция
- YG Plus — дистрибуция
- NX Archive Studio — микширование
- Honey Butter Studio — мастеринг, звукозапись, микширование
- IGGY Studio — звукозапись
- BIXIZ XOUND — микширование
- DART Studio — микширование
- GLAB Studios — микширование

### Участники записи[14][3]

#### Вокал
- Тэрамото Юкика — вокал

##### Бэк-вокал и работа над голосом
- Ким Сохён — бэк-вокал
- Muzie — постановка голоса
- Ким Арум — постановка голоса, бэк-вокал
- Ян Хиджин — бэк-вокал
- Ким Субин — правки по вокалу
- PERRIE — бэк-вокал
- Dalchong — бэк-вокал

#### Инструменты
- Хо Чжинву — синтезатор
- N!ko — синтезатор, аранжировка синтезатора
- Jade — синтезатор, аранжировка синтезатора
- Ли Тхэвок — гитара
- Ким Кванхун — гитара
- Ли Мунки — гитара
- Ким Сонсу — бас

#### Текст песни
- Limgo — слова
- X.Q — слова, композиция
- Ан Шинэ — слова, композиция
- Muzie — слова, композиция
- Dalchong — слова, композиция

#### Цифровая обработка
- Пак Чжонён — мастеринг
- Чхве Чжэён — микширование
- mOnSteR nO.9 — микширование
- Team AMG — микширование
- Шин Бонгвон — микширование
- Ли Сунсиль — звукозапись, микширование
- Jade — композиция, аранжировка, цифровая обработка, работа над ритмом, аранжировка баса

#### Работа над композицией
- Ким Вун — слова, композиция, аранжировка, аранжировка баса, синтезатор
- Memme — композиция, аранжировка
- Bull$EyE — слова, композиция, аранжировка
- Boran — слова, композиция, аранжировка
- Aaron.H — слова, композиция, аранжировка, аранжировка барабана, цифровая обработка барабана
- N!ko — слова, композиция, аранжировка
- Dr.JO — слова, композиция, аранжировка, цифровая обработка, аранжировка синтезатора

#### Общее продюсирование
- Ли Дэхён — продюсер
- Пак Мунчи — слова, композиция, аранжировка, гитара, аранжировка барабана, аранжировка баса, синтезатор, аранжировка синтезатора, бэк-вокал
- SpaceCowboy — композиция, аранжировка, цифровая обработка, постановка голоса, работа над ритмом, синтезатор, аранжировка баса, аранжировка духовых, аранжировка синтезатора
- Им Сухо — слова, композиция, аранжировка, гитара, аранжировка барабана, звукозапись

## Чарты
Еженедельные чарты
| Чарт (2021)             | Высшая позиция |
| ----------------------- | -------------- |
| Республика Корея (Gaon) | 35             |

Ежемесячные чарты
| Чарт (2021)             | Высшая позиция |
| ----------------------- | -------------- |
| Республика Корея (Gaon) | 88             |

## Продажи

### Общие продажи
| Чарт (2023)             | Количество продаж |
| ----------------------- | ----------------- |
| Республика Корея (Gaon) | 8446+             |

## История релиза
| Регион                           | Дата          | Форматы                                    | Лейблы                       |
| -------------------------------- | ------------- | ------------------------------------------ | ---------------------------- |
| Шаблон:Registration required Мир | 7 апреля 2021 | Цифровая дистрибуция стриминг компакт-диск | Ubuntu Entertainment YG Plus |
| Республика Корея                 | 7 апреля 2021 | Цифровая дистрибуция стриминг компакт-диск | Ubuntu Entertainment YG Plus |